# Distretto di San Antonio (San Martín)
Il distretto di San Antonio è uno dei quattordici distretti  della provincia di San Martín, in Perù. Si trova nella regione di San Martín e si estende su una superficie di 93,03 chilometri quadrati.

Istituito il 31 ottobre 1932, ha per capitale la città di San Antonio; al censimento 2005 contava 1.489 abitanti.